# 핸들리짧은꼬리주머니쥐
핸들리짧은꼬리주머니쥐(Monodelphis handleyi)는 주머니쥐과에 속하는 남아메리카 주머니쥐의 일종이다. 야바리 강과 우카얄리 강에서 제한적으로 발견된다.